# Magisterregel
Die Magisterregel (lat. Regula Magistri, RM) ist eine anonym verfasste und überlieferte lateinische Mönchsregel, die im 6. Jahrhundert entstanden ist; sie diente wahrscheinlich als Vorbild und Grundlage für die Benediktsregel (Regula Benedicti, RB).

## Historisches
Die Magisterregel ist die ausführlichste und umfangreichste der erhaltenen lateinischen Mönchsregeln. Die anonyme Mönchsregel verdankt ihren Namen der Tatsache, dass jedes ihrer Kapitel als „Antwort des Herrn durch den Magister“ ausgewiesen wird. Ihr Verfasser, ihr Entstehungsort und auch die genaue Zeit ihrer Abfassung sind unbekannt. Ausgangspunkt für die zeitliche und geographische Einordnung der Magisterregel ist die Übereinstimmungen in Inhalt, Aufbau und teilweise auch Wortlaut mit der Benediktsregel, die eine unmittelbare Abhängigkeit zwischen beiden Mönchsregeln nahelegen. Lange Zeit galt dabei die Magisterregel als jünger und von der Benediktsregel abhängig. Der französische Benediktiner Augustin Genestout aus der Abtei Solesmes kam 1937/38 jedoch zu der Erkenntnis, dass die Benediktsregel von der Magisterregel abhängig sein müsse. Diese Einsicht setzte sich in den folgenden Jahren mehr und mehr als opinio communis in der Forschung durch. Dazu trug vor allem Adalbert de Vogüé, Mönch der französischen Benediktinerabtei La Pierre-qui-vire, mit seinen Arbeiten zur Magister- und Benediktsregel bei. Dennoch wird auch heute noch von einzelnen Forschern die Meinung vertreten, dass die Benediktsregel die Vorlage der Magisterregel bildete.
Geht man von der Priorität der Magisterregel und ihrer Benutzung durch den Verfasser der Benediktsregel aus, dürfte sie im ersten Viertel des 6. Jahrhunderts entstanden sein; der Ort ihrer Entstehung wäre dann am ehesten im südöstlichen Umland Roms zu suchen, wo auch die Benediktsregel entstanden ist. Dies setzt jedoch voraus, dass die traditionell als Benediktsregel bezeichnete, an sich jedoch anonym überlieferte Mönchsregel tatsächlich mit jener Regel identisch ist, die Gregor der Große im zweiten Buch seiner Dialoge Benedikt von Nursia, dem Gründer und Abt des zwischen Rom und Neapel gelegenen Klosters Montecassino, zuschreibt (Kap. 36). Die ältesten handschriftlichen Zeugen der Magisterregel sind um 600 geschrieben.
Neben diesen beiden Thesen zu einer direkten Abhängigkeit zwischen beiden Regeln wird vereinzelt auch die These einer indirekten Abhängigkeit vertreten, indem man annimmt, beide Mönchsregeln gingen auf eine gemeinsame Quelle zurück. Diese gemeinsame Quelle sieht man meist in einer verlorenen Mönchsregel, die im südfranzösischen Inselkloster Lérins entstanden sein könnte.

## Inhalt
Die Magisterregel lässt sich in folgende Hauptabschnitte gliedern:
- Einführung aus: Prolog, Taufkatechese, Vaterunser-Erklärung und Erklärung der Tauf-Psalmen (Ps 33 und 14)
- RM 1: Die vier Arten der Mönche
- RM 2–10: Der geistliche Dienst (actus militiae cordis), wohl der älteste Teil der RM
- RM 11–50: Ordnung des Klosters (ordo monasterii)
- RM 51–53: Ordnung für die Fastenzeit (regula Quadragesimalis)
- RM 54–95: Regel der heiligen Väter (Regula sanctorum Patrum)

Die Untergliederung des langen, inhaltlich zusammengehörenden Abschnittes RM 11–95, der die Organisation und das Leben der klösterlichen Gemeinschaft beschreibt, ergibt sich aus den Über- und Unterschriften, mit denen die Magisterregel selbst eine Unterteilung vornimmt: „Es beginnt die Ordnung des Klosters …“ (Ende von RM 10), „Es beginnt die Regel der Fastenzeit“ (RM 51), „Es schließt die Regel der Fastenzeit“ (vor RM 54) und „Es schließt die Regel der heiligen Väter“ (am Ende von RM 95).
Wie schon der Umfang der Magisterregel erkennen lässt, enthält sie eine Vielzahl von detaillierten und genauen Anweisungen für den klösterlichen Alltag. Sie möchte alles im Kloster und im Leben des Mönches bis ins Einzelne regeln und lässt dadurch auch dem Abt kaum mehr die Möglichkeit zu individuellen situations- und personenbezogenen Lösungen. Das Leben des Mönches im Kloster der Magisterregel unterliegt einer umfassenden Reglementierung und Kontrolle. Dies hat der Magisterregel und ihrem Verfasser den Ruf eingetragen, kleinlich und pedantisch zu sein.

### Textausgaben, Übersetzungen, Kommentare
- Die Magisterregel. Einführung und Übersetzung von Karl Suso Frank, Sankt Ottilien 1989.
- La règle du maitre. Bd. 1: Prologue – Ch. 10. Introduction, texte, traduction et notes par Adalbert de Vogüé, 3 Bände (Sources chrétiennes 105), Paris 1964.
- La règle du maitre. Bd. 2: Ch. 11 – 95. Texte, traduction et notes par Adalbert de Vogüé, 3 Bände (Sources chrétiennes 106), Paris 1964.
- La règle du maitre. Bd. 3: Concordance verbale du texte critique conforme à l’orthographie du manuscrit Par. Lat. 12205, par Jean-Marie Clément, Jean Neufville et Daniel Demeslay (Sources chrétiennes 107), Paris 1965.

### Sekundärliteratur
- Karl Suso Frank, Regula magistri, in: LThK3 8 (1999) Sp. 977f.
- Augustin Genestout, Die Magisterregel – eine würdige Grundlage der Regel des hl. Benedikts?, in: Karl Suso Frank (Hg.), Askese und Mönchtum in der Alten Kirche (WdF 409), Darmstadt 1975, 327–348.
- Augustin Genestout, La Règle du Maître et la Règle de S. Benoît, in: Revue d’Ascétique et de Mystique 21 (1940) 51–112.
- Benedict Guevin, Synopsis fontesque RM - RB (Regulae Benedicti studia Supplementa 10), St. Ottilien 1999.
- Bernd Jaspert, Die Regula Benedicti-Regula Magistri-Kontroverse (Regulae Benedicti studia Supplementa 3), Hildesheim 1975 (2. Aufl. 1977).
- Adalbert de Vogüé, Le maître, Eugippe et Saint Benoît. Recueil d’articles (Regulae Benedicti studia Supplementa 17), Hildesheim 1984.